# 勒瓦勒圣佩尔
勒瓦勒圣佩尔（法語：Le Val-Saint-Père，法語發音：[lə val sɛ̃ pɛʁ]）是法国芒什省的一个市镇，属于阿夫朗什区。

## 地理
勒瓦勒圣佩尔（48°39'48"N, 1°22'30"W）面积11.1 平方千米，位于法国诺曼底大区芒什省，该省份为法国西北部沿海省份，西、北、东北三面环大西洋，东起顺时针与卡爾瓦多斯省、奧恩省、马耶讷省和伊勒-维莱讷省接壤。
与勒瓦勒圣佩尔接壤的市镇（或旧市镇、城区）包括：阿夫朗什、马尔塞莱格雷沃、蓬托博、圣康坦叙勒奥姆。

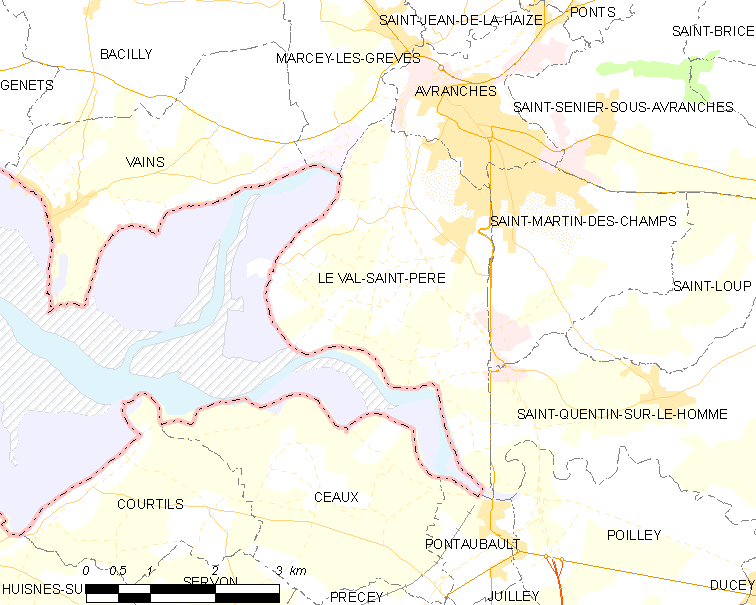
勒瓦勒圣佩尔的OSM定位图

勒瓦勒圣佩尔的时区为UTC+01:00、UTC+02:00（夏令时）。

## 行政
勒瓦勒圣佩尔的邮政编码为50300，INSEE市镇编码为50616。

## 政治
勒瓦勒圣佩尔所属的省级选区为蓬托尔松县。

## 人口

1962-2008年间勒瓦勒圣佩尔人口变化图示

勒瓦勒圣佩尔于2022年1月1日时的人口数量为1914人。